# Olga Sinclair
Olga Sinclair (Ciudad de Panamá, 1957) es una artista plástica panameña.

## Biografía
Nació en 1957, hija del reconocido pintor Alfredo Sinclair que se convirtió en su primer profesor. Durante los años setenta estudió en la Escuela de Artes Aplicadas y Oficios Artísticos, además de recibir clases de dibujo clásico en los Estudios Arjona de Madrid, España. A su regresos a Panamá en 1979, ingresó a la Universidad Santa María La Antigua, en la que se graduó en la carrera de Licenciatura en Diseño de Interiores. Posteriormente en 1985 realiza estudios de investigación en Londres, Inglaterra.
Es la presidenta de la Fundación Olga Sinclair, asociación sin fines de lucro que busca resaltar el talento infantil, con las artes plásticas y la cultura.

## Trayectoria
Su obra se destaca por la saturación del color y la expresión humana. Su primera exposición fue en Panamá, en la Galería Etcétera (1975) y ha participado en decenas de muestras personales de las cuales podemos destacar:
1982 - Organización de Estados Americanos - Washington D. C. 
1984 y 1990 - Museo de Arte Contemporáneo de Panamá - Panamá
1995 y 1999 - Elite Fine Art - Miami 
2000 - Galerías Portales - Tegucigalpa 
2002 - Studio d' Arte Stefanini - Florencia
2010 - Sede de las Naciones Unidas - Ginebra
2012 - Marte - El Salvador
Sinclair ha sido promotora de la defensa de causas sociales, y por eso creó la Fundación Olga Sinclair que se encarga de incentivar a niños y jóvenes en las diferentes provincias de Panamá a que desarrollen sus talentos artísticos, a través de Talleres masivos de pintura y programas después de la escuela, de Educación Artística.
En 2014, más de 5000 de niños participaron en el marco de la celebración de los 100 años del Canal de Panamá, para crear una pintura que ganara el récord tener más personas pintando a la vez.